# Orthotylus ramus
Orthotylus ramus är en insektsart som beskrevs av Knight 1927. Orthotylus ramus ingår i släktet Orthotylus och familjen ängsskinnbaggar. Inga underarter finns listade i Catalogue of Life.